# Alemanes destacados

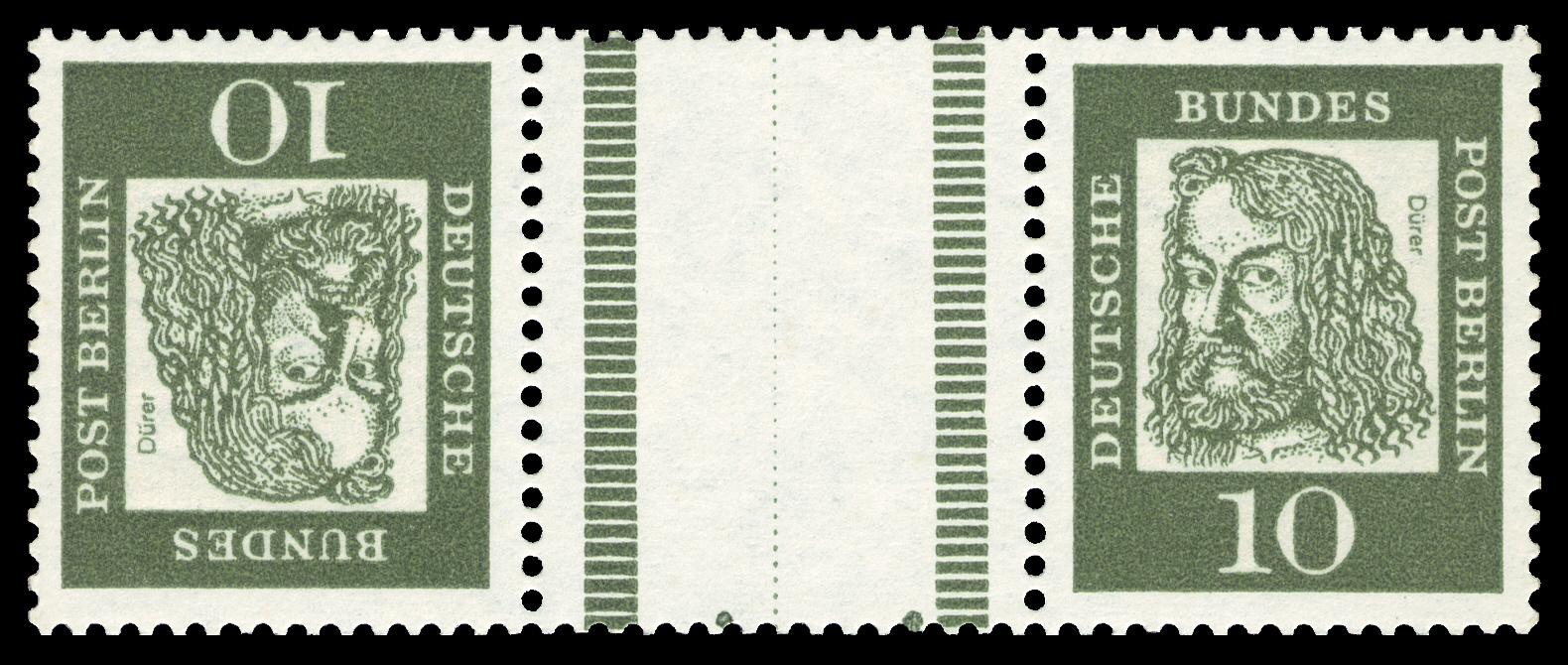
Tête-bêche con interpanel separador del sello berlinés de 10-Pfennig (catálogo Michel.: "202+Z+202" impreso con el Michel.: "KZ 1").

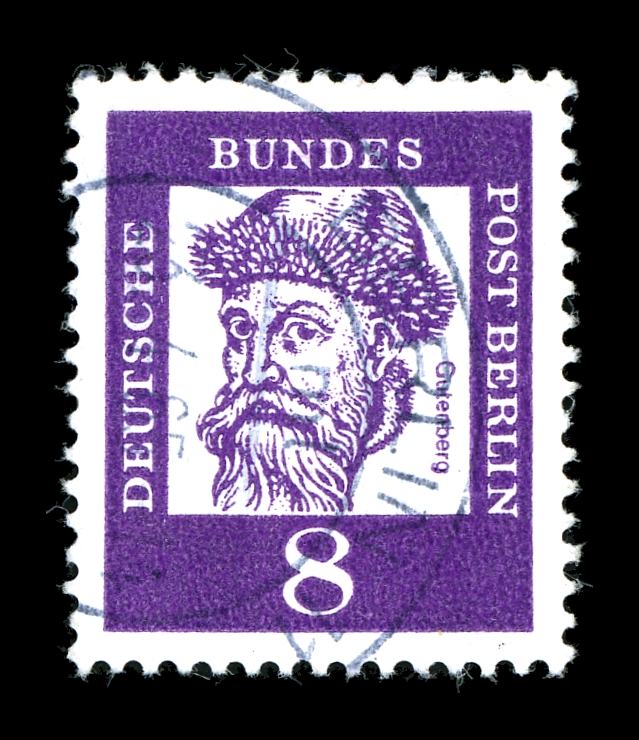
8 Pfennig,
franqueo sólo para Berlín.

Bedeutende Deutsche (Alemanes destacados) es una serie de sellos definitivos, que apareció entre los años 1961 y 1965 y que hasta 1966 estuvo en circulación. La serie fue diseñada por Michel + Kieser y consiste de estampillas monocromas, que fueron impresas en libretitas y en pliegos. La impresión de las "más caras" (de hasta 25 Pf) fue en impresión ófset, el resto (ab 30 Pf) en fotograbado.
Existen 16 valores de la Deutsche Bundespost y 15 de la Deutschen Bundespost Berlin. En la serie de Berlín faltó la emisión de 90 pfennig, el valor facial se diferencia, el resto la frase Berlín, tonalidad, motivo son idénticos; por lo demás, los valores sólo se diferencian por la letra adicional "Berlín"; el color básico, el motivo y el valor son los mismos.
filatélicos distinguen 27 emisiones federales, ya que hay dos sellos (5 y 70 Pfennig) con serias diferencias de color y algunos de los sellos se imprimieron en dos tipos de papel.

## Propiedades
Como es el caso para diversos sellos, que han sido impresos en pliegos o rollos, las parejas y piezas de esquinas constituyen un área específica en la filatelia. Como estos probablemente se originaron de pliegos. Dentro de la serie definitiva hay variaciones de tonalidades. Como dos valores faciales de Alemania occidental, son tantas las diferencias que se han descrito en la cada caso dos variantes. En el año de 1961 la Oficina de correos federales introdujo el papel fluorescente, como trazador de las estampillas auténticas y de igual modo para la máquina de matasellar automáticas. Partes de la primera emisión se emitieron en papel corriente. Las diferencias son visibles solo bajo la radiación UV. Las emisiones de Berlín se imprimieron exclusivamente sobre papel fluorescente.

## Emisiones y motivos
Cada sello postal muestra una personalidad alemana. Los valores se seleccionaron de acuerdo a las fechas de nacimiento de las ilustraciones. En el siglo XII nació Albertus Magnus en la emisión de 5-Pf. -, el año 1862 nació Gerhart Hauptmann con el valor facial máximo de 2 DM. 
Ese esquema se tornó el valor complementario de 90 Pf. con Franz Oppenheimer; una personalidad que habría de ser honrado, había nacido entre 1777 (el año de Kleist) y 1797 (el año de Droste Hülshoffs). Los valores federales y de Berlín aparecieron simultáneamente en cada caso. Todas las emisiones se invalidaron al 31 de diciembre de 1970. Los números de catálogo Michel con una "y" al final se refieren al papel fluorescente, una "x" son inerte bajo la radiación UV; otras marcas «A» o "b" designaban variaciones de color.
| imagen BRD | imagen Berlín | descripción                 | valor facial en Pfennig | emisión            | forma (Bandeleta, Rollen, MarkenHeftchen) | Mi.-Nr. Bund, Berlín | tono- y Papel (ediciones)                                                                  |
|            |               | Albertus Magnus             | 5                       | 18. September 1961 | (B, R, MH) Berlin nur (B, R)              | 347ya, 199           | 347x Papel no fluorescente (B, R) 347yb (6. Juli 1965) verde oliva azulino o más bajo (MH) |
|            |               | Elisabeth von Thüringen     | 7                       | 3. August 1961     | (B, R)                                    | 348y, 200            | 348x Papel no fluorescente (B, R)                                                          |
|            |               | Johannes Gutenberg          | 8                       | 3. August 1961     | (B) Berlin auch (B, R)                    | 349y, 201            | 349x Papel no fluorescente (B)                                                             |
|            |               | Albrecht Dürer              | 10                      | 15. Juni 1961      | (B, R, MH)                                | 350y, 202            | 350x Papel no fluorescente (B, R)                                                          |
|            |               | Martin Luther               | 15                      | 18. September 1961 | (B, R, MH) Berlin nur (B, R)              | 351y, 203            | 351x Papel no fluorescente (B, R)                                                          |
|            |               | Johann Sebastian Bach       | 20                      | 28. Juni 1961      | (B, R, MH) Berlin nur (B, R)              | 352y, 204            | 352x Papel no fluorescente (B, R)                                                          |
|            |               | Balthasar Neumann           | 25                      | 7. Octubre 1961    | (B, R)                                    | 353y, 205            | --                                                                                         |
|            |               | Immanuel Kant               | 30                      | 7. Oktober 1961    | (B)                                       | 354y, 206            | --                                                                                         |
|            |               | Gotthold Ephraim Lessing    | 40                      | 28. Juni 1961      | (B, R)                                    | 355y, 207            | 355x Papel no fluorescente (B, R)                                                          |
|            |               | Johann Wolfgang von Goethe  | 50                      | 1. Dezember 1961   | (B)                                       | 356y, 208            | --                                                                                         |
|            |               | Friedrich Schiller          | 60                      | 12. April 1962     | (B, R) Berlin nur (B)                     | 357y, 209            | --                                                                                         |
|            |               | Ludwig van Beethoven        | 70                      | 1. Dezember 1961   | (B, R)                                    | 358ya, 210           | 358yb (November 1962), schwarzblaugrün statt schwärzlichgrün (B, R)                        |
|            |               | Heinrich von Kleist         | 80                      | 1. Dezember 1961   | (B)                                       | 359y, 211            | --                                                                                         |
|            | –             | Franz Oppenheimer           | 90                      | 3. August 1964     | (B)                                       | 360y, --             | --                                                                                         |
|            |               | Annette von Droste-Hülshoff | 1 DM                    | 18. September 1961 | (B)                                       | 361y, 212            | --                                                                                         |
|            |               | Gerhart Hauptmann           | 2 DM                    | 12. April 1962     | (B)                                       | 362y, 213            | --                                                                                         |

## Cita

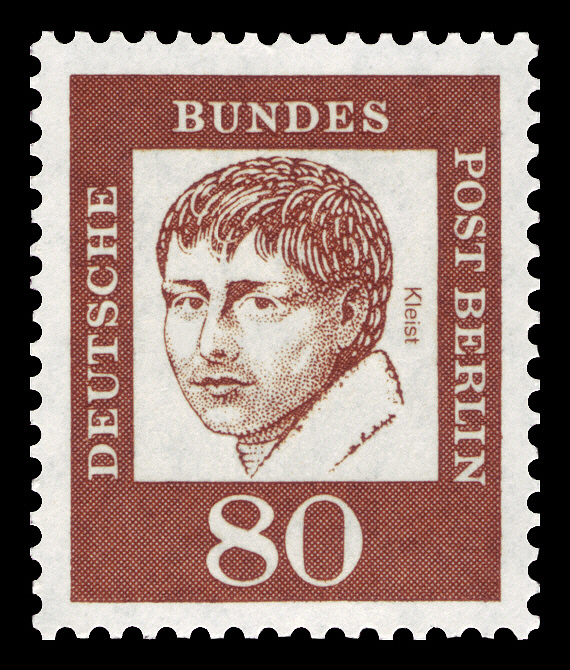
poeta von Kleist

„Por cierto, en mi memoria a largo plazo asocio a Kleist menos con el título de una obra famosa que con un color y un número. Heinrich von Kleist aparece en el sello rojo oscuro 80-Pfenning de la serie definitiva "Alemanes destacados". Alrededor de 1966, cuando era alumno de primaria, me paraba a menudo delante de la vitrina de sellos de una oficina de correos y miraba las cabezas de los grandes alemanes. El sello de Kleist se consideraba raro y difícil de conseguir, al menos a los ojos de un niño de ocho años. Además, el niño de ocho años estaba firmemente convencido de que las cabezas de la serie se clasificaban según su grado de importancia, es decir, que Kleist debía ser ocho veces más importante que Alberto Durero, que adornaba el sello de diez pfennig..“ 